# 瓦特马尔-博斯福德
瓦特马尔-博斯福德（荷蘭語：Watermaal-Bosvoorde，發音：[ˈʋaːtərmaːl ˈbɔsfoːrdə] ⓘ），法语名瓦泰马勒-布瓦福尔（法語：Watermael-Boitsfort，發音：[watɛʁmal bwafɔʁ] ⓘ），是比利时布鲁塞尔首都大区的一个市镇，属于比利时法语社群和弗拉芒社群，法语和荷蘭語均为官方语言（但法语使用者居多），面积12.93平方千米，人口25,332人（2020年1月1日）。

## 友好城市
瓦特马尔-博斯福德与以下城市和地区结为友好关系：
- 法國 尚蒂伊
- 英国 安嫩（英语：Annan, Dumfries and Galloway）
- 匈牙利 布达佩斯第十二区